# 1755 az irodalomban
Az 1755. év az irodalomban.

## Események

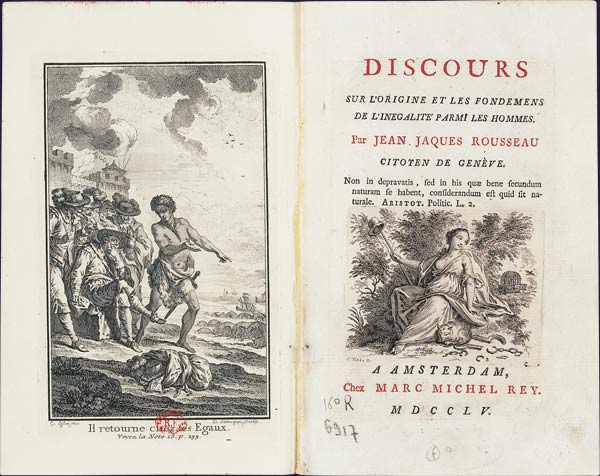
Rousseau értekezésének címlapja

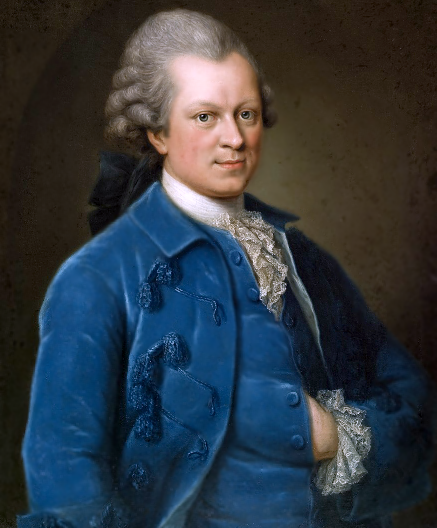
Gotthold Ephraim Lessing

- Moszkvában megalapítják Oroszország első egyetemét.

## Megjelent új művek
- Jean-Jacques Rousseau egyik alapvető politikafilozófiai munkája: Discours sur l'origine et les fondements de l'inégalité parmi les hommes (Értekezés az emberek közötti egyenlőtlenség eredetéről és alapjairól).
- Mihaill Lomonoszov értekezése: O kacsesztvah sztyihotvorca rasszuzsgyenyije (A költői képességekről).
- Lessing első újtípusú drámája (színmű, középfajú dráma vagy polgári dráma): Miss Sara Sampson (megjelenés és bemutató).

### Magyar nyelven
- Amade László vallásos tárgyú verseskötete: Buzgó szívnek énekes fohászkodási (Bécs).
- François Fénelon Télémaque című regényének első magyar fordítása, Haller László munkája: Telemakus bujdosásának történetei… Melyet franczia nyelven írt Fénelóni Saligniák Ferencz (Kassa).

## Születések
- március 5. – Jozef Ignác Bajza kanonok, szlovák író († 1836)
- december 21. – Földi János orvos, költő, nyelvész († 1801)
- december 21. – Alois Blumauer osztrák költő, író, drámaíró († 1798)

## Halálozások
- február 10. – Montesquieu, a francia felvilágosodás nagy hatású írója, filozófusa (* 1689)
- március 2. – Louis de Rouvroy, Saint-Simon hercege, 18. századi francia emlékirat-író; (távoli őse a filozófus Saint-Simonnak) (* 1675)